# Oswaldo Vizcarrondo
Oswaldo Vizcarrondo (31 de maio de 1984) é um ex-futebolista venezuelano que atuava na posição de zagueiro. 

## Seleção nacional
Facilmente reconhecido com seus cabelos longos e encaracolados, Vizcarrondo desempenha na defesa central e supera em batalhas aéreas, marcando sete gols por seu país. Ele atraiu muita atenção durante a Copa América de 2011, quando seu combate determinado na defesa desempenhou um papel importante na corrida sem precedentes da Venezuela para as semifinais do torneio.
Em 15 de novembro de 2011, Vizcarrondo marcou o único gol na vitória por 1-0 sobre a Bolívia, resultado que levantou a Venezuela em um empate no primeiro lugar na Eliminatórias da Copa do Mundo de 2014.

## Títulos
Caracas
- Torneo de Clausura: 2004, 2007
- Torneo de Apertura: 2003

Once Caldas
- Torneo de Finalización: 2010

## Estilo de Jogo
Defensor venezuelano de grande estatura e corpulência física incrível. Oswaldo Vizcarrondo quer ser uma forma padrão para a defesa, Vizcarrondo tem a capacidade de ter bom controle de bola, de modo que deixa regularmente a partir do fundo do campo de jogo, a fim de iniciar a americanista ataque. Com a sua altura de 1,91 cm, tem um campo grande, um fator que ajuda tanto defensiva e ofensiva, um zagueiro também é capaz de ir em frente e tentar marcar quando a sua equipa precisa dele, Vizcarrondo procura Águia defesa de uma parede real.